# Roodoorstekelstaart
De roodoorstekelstaart (Synallaxis kollari) is een zangvogel uit de familie Furnariidae (ovenvogels). Het is een ernstig bedreigde, endemische vogelsoort uit Brazilië. De vogel werd in 1831 verzameld en vijf jaar later beschreven door August von Pelzeln en vernoemd naar de beheerder (de heer Kollar) van de kaiserlichen ornithologischen Sammlung in Wenen.

## Kenmerken
De vogel is 15,5 cm lang. Het verenkleed is overwegend warm roodbruin van kleur. De kruin en de wangen zijn grijsbruin. Verder heeft de vogel een opvallende witte bef met daarin zwarte stippels en streepjes.

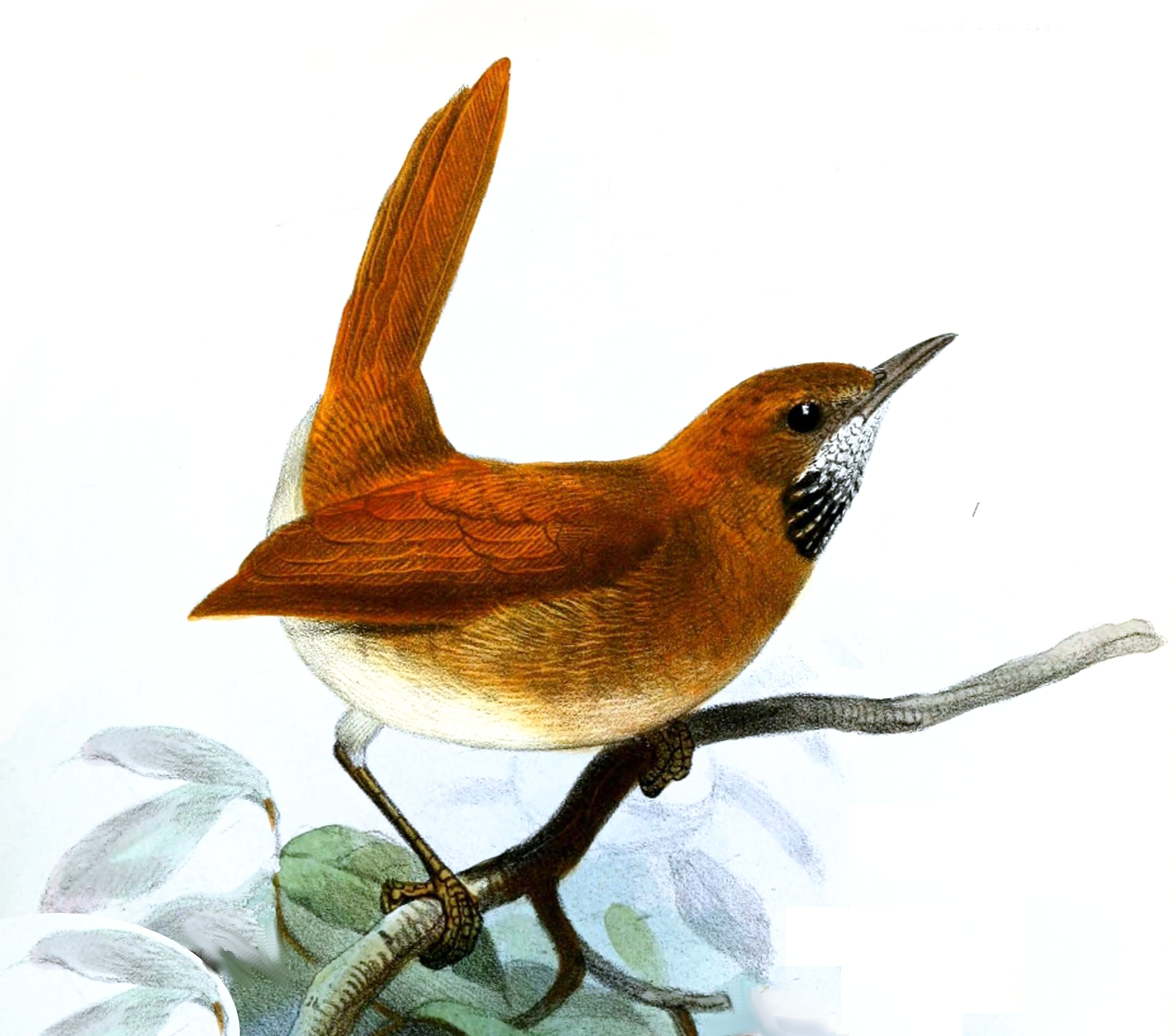

## Verspreiding en leefgebied
Deze soort is endemisch in Noord-Brazilië op de grens met Guyana, in het stroomgebied van de rivier de Takutu. Het leefgebied bestaat uit struikgewas, dat wordt aangetroffen in overstromingsgebieden langs de rivier.

## Status
De roodoorstekelstaart heeft een beperkt verspreidingsgebied en daardoor is de kans op uitsterven aanwezig. De grootte van de populatie werd in 2016 door BirdLife International geschat op 1500 tot 7000 volwassen individuen en de populatie-aantallen nemen af door habitatverlies. Het leefgebied wordt aangetast door ontbossing, waarbij natuurlijk bos wordt omgezet in gebied voor de teelt van rijst (natte rijstbouw). Om deze redenen staat deze soort als ernstig bedreigd (kritiek) op de Rode Lijst van de IUCN.